# Iris stocksii
Iris stocksii är en irisväxtart som först beskrevs av John Gilbert Baker, och fick sitt nu gällande namn av Pierre Edmond Boissier. Iris stocksii ingår i släktet irisar, och familjen irisväxter. Inga underarter finns listade i Catalogue of Life.